# Oliver Wilkes

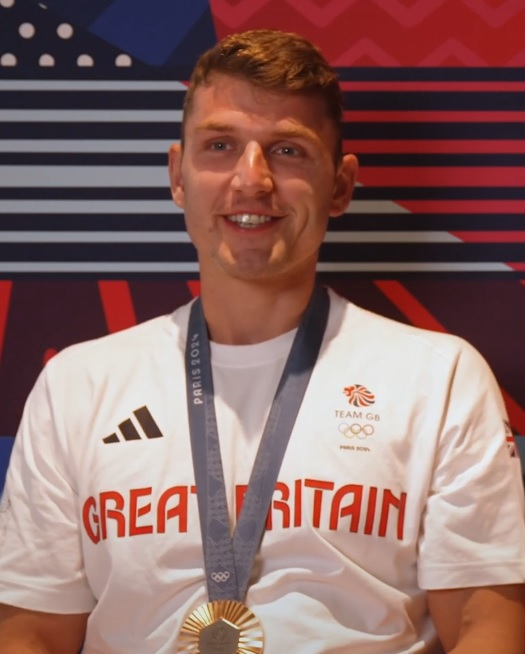
Oliver Wilkes (2024)

Oliver „Oli“ Wilkes (* 14. Juli 1995 in Matlock) ist ein britischer Ruderer. 2023 wurde er Weltmeister und Europameister, 2024 Europameister und Olympiadritter im Vierer ohne Steuermann.

## Karriere
Wilkes gewann die Silbermedaille im Vierer mit Steuermann bei den U23-Weltmeisterschaften 2017. 2021 debütierte Ambler im Ruder-Weltcup. Bei den Europameisterschaften 2023 in Bled siegte der britische Vierer ohne Steuermann in der Besetzung Oliver Wilkes, David Ambler, Matthew Aldridge und Freddie Davidson mit drei Sekunden Vorsprung vor den Niederländern. Drei Monate später bei den Weltmeisterschaften in Belgrad überquerte der britische Vierer die Ziellinie mit zwei Sekunden Vorsprung vor dem Vierer aus den Vereinigten Staaten. 2024 siegte der britische Vierer in der Besetzung des Vorjahres auch bei den Europameisterschaften Szeged. Bei den Olympischen Spielen 2024 in Paris siegte der Vierer aus den Vereinigten Staaten vor dem Boot aus Neuseeland. Der britische Vierer überquerte die Ziellinie als Dritter.
Oliver Wilkes rudert für den Bootsclub der Oxford Brookes University.